# Lithacodia larentioides
Lithacodia larentioides är en fjärilsart som beskrevs av Embrik Strand 1920. Lithacodia larentioides ingår i släktet Lithacodia och familjen nattflyn. Inga underarter finns listade i Catalogue of Life.